# 中嗜杆菌属
中嗜杆菌属為假单胞菌目假单胞菌科的一属好氧或兼性厌氧发酵型革兰氏阴性杆菌。多形态的杆菌。此属的模式种也是唯一种为海中嗜杆菌(Mesophilobacter marinus)。

## 下属物种
- 海中嗜杆菌 Mesophilobacter marinus Nishimura et al. 1989